# Premio Alumni
El Premio Alumni es entregado anualmente desde 2002 al presente por el Círculo de Directivos y Ex Directivos del Fútbol Argentino (CIDEDFA) en reconocimiento a colegas, jugadores, entrenadores, medios periodísticos e instituciones vinculados al fútbol local. En la elección de los homenajeados participan los dirigentes de todas las divisionales del fútbol argentino. La denominación del premio es un homenaje al extinto Alumni Athletic Club, equipo fundado en 1884 y precursor de los torneos de fútbol organizados en el país, además de haberse considerado el nombre como oportuno para lograr una inmediata identificación con este deporte.
La estatuilla de la que se hace entrega es un diseño abstracto del artista plástico argentino Salvador Cosntanzo y según su creador fue imaginada como «La Torre de la Gloria». La base del diseño, de mayor volumen, simboliza la firmeza y solidez de los valores éticos y morales necesarios para alcanzar la gloria, en tanto que la cúspide, de menor tamaño, representa la victoria propiamente dicha y la brevedad de su duración.
En 2014 la Selección Argentina obtuvo el Alumni de Oro por ser subcampeón del mundo.
En 2019 la ceremonia de entrega fue realizada por primera vez en las instalaciones de AFA y durante su transcurso se homenajeó a Emiliano Sala, joven futbolista que había fallecido a principios de ese año.

## Rubros premiados
En su primera celebración, realizada el 2 de diciembre de 2002, se otorgaron premios para cada división del fútbol argentino en los siguientes rubros:
- Dirigente destacado
- Jugador destacado
- Técnico destacado
- Árbitro destacado
- Periodista destacado en medios televisivos
- Periodista destacado en medios gráficos
- Periodista destacado en medios radiales
- Programa televisivo dedicado al fútbol
- Medio Gráfico
- Programa radial
- Institución de la divisional que mejor recibe al visitante

A partir de 2005 comenzó a entregarse el Alumni de Oro, siendo desde entonces la máxima distinción.

## Alumni de Oro
| Premio Alumni de Oro | Año  | Ganador                            | Ref.   |
| -------------------- | ---- | ---------------------------------- | ------ |
| Premio Alumni de Oro | 2005 | Diego Simeone                      | [ 5 ]  |
| Premio Alumni de Oro | 2006 | Horacio Elizondo                   | [ 6 ]  |
| Premio Alumni de Oro | 2007 | Javier Zanetti                     | [ 7 ]  |
| Premio Alumni de Oro | 2008 | Julio Humberto Grondona            | [ 8 ]  |
| Premio Alumni de Oro | 2009 | Juan Sebastián Verón               | [ 9 ]  |
| Premio Alumni de Oro | 2010 | Fútbol Argentino                   | [ 10 ] |
| Premio Alumni de Oro | 2011 | Luis Segura                        | [ 11 ] |
| Premio Alumni de Oro | 2012 | Lionel Messi                       | [ 12 ] |
| Premio Alumni de Oro | 2013 | Fernando Gago                      | [ 13 ] |
| Premio Alumni de Oro | 2014 | Selección de Argentina             | [ 2 ]  |
| Premio Alumni de Oro | 2015 | Carlos Tévez                       | [ 14 ] |
| Premio Alumni de Oro | 2016 | Selección Argentina de Fútbol sala | [ 15 ] |
| Premio Alumni de Oro | 2017 | Claudio Tapia                      | [ 16 ] |
| Premio Alumni de Oro | 2018 | Claudio Tapia                      | [ 17 ] |

## 2013
- Dirigente destacado - Primera A: Daniel Angelici (Presidente de Boca Juniors).
- Mención especial - Campeón del Argentino A: Talleres de Córdoba.
- Mención especial - Campeón Copa Argentina: Arsenal.
- Institución destacada por la mejor atención al visitante - Primera A: All Boys.
- Programa radial destacado - Primera A: Rock and Closs (Rock and Pop).
- Mención especial - Campeón Primera B Nacional: Rosario Central.
- Mención especial - Goleador semestre pasado: Emmanuel Gigliotti (Colón).
- Mención especial - Paso del Amateurismo al Profesionalismo: Juan Sánchez Miño (Boca Juniors).
- Árbitro destacado - Primera A: Germán Delfino.
- Medio Gráfico Destacado - Primera A: Diario Olé.
- Mención especial - Campeón torneo Copa "Evita Capitana": Vélez Sarsfield.
- Director técnico destacado - Primera B Nacional: Miguel Ángel Russo (Rosario Central).
- Dirigente destacado - Primera D: David Larrosa (Vicepresidente de Atlas).
- Dirigente destacado - Primera C: Edgardo Guerrero (Vicepresidente de Talleres de Remedios de Escalada).
- Dirigente Destacado - Primera B Metropolitana: Claudio Tapia (Presidente de Barracas Central).
- Mención especial - Campeón torneo Copa "Juana Azurduy": Newell's Old Boys.
- Mención especial - Supercampeón: Vélez Sarsfield.
- Dirigente Destacado - Primera B Nacional: Salvador Stumbo (Vicepresidente de Gimnasia y Esgrima de Jujuy).
- Dirigente Destacado - Trayectoria y Mérito Deportivo: Gerardo Martino (extécnico de Newell's Old Boys - Actual técnico de Barcelona).
- Director técnico destacado - Primera A: Ricardo Gareca (Club Atlético Vélez Sarsfield|Vélez Sarsfield]]).
- Dirigente destacado - Primera B Nacional: Norberto Speciale (Rosario Central).
- Periodismo en el ascenso - Programa en TV: "Atlas, la otra pasión", Fox Sports.
- Fútbol femenino - futbolista destacada: Belén Potassa (Boca Juniors).
- Futbolista destacado - Primera A: Maxi Rodríguez (Newell's Old Boys - Selección Nacional).
- Sitio web destacado - Primera B Nacional: Mundo Ascenso.
- Futbolista destacado - Futsal: Santiago Basile (Boca Juniors - Selección Nacional).
- Mejor atención al visitante - Primera B Metropolitana: Estudiantes de Caseros.
- Mejor atención al visitante - Primera D: Juventud Unida.
- Futbolista destacado - Primera B Nacional: Fernando Monetti (Gimnasia y Esgrima La Plata).
- Alumni de Oro: Fernando Gago (Boca Juniors - Selección Nacional)

## 2014

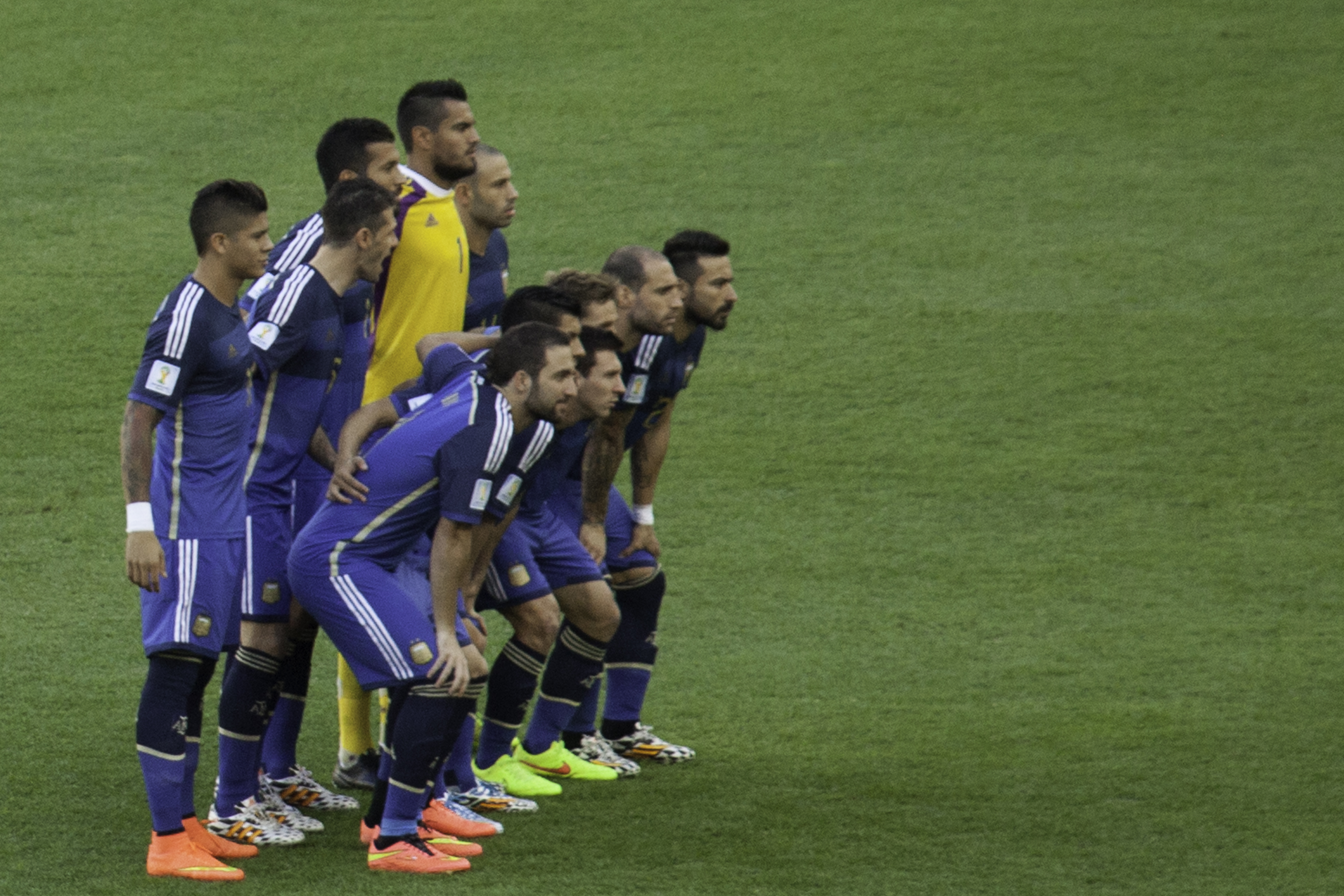
La Selección Argentina en el Mundial 2014. Fue homenajeada con el Alumni de Oro tras la obtención del subcampeonato.

El 18 de noviembre de 2014 se celebró la XIII entrega de los Premios Alumni, realizándose la ceremonia de premiación en las instalaciones del Palais de Glace.
Los ganadores fueron:
- Alumni de Oro: Selección nacional de fútbol de Argentina, subcampeona de la Copa Mundial de Fútbol de 2014.

Primera división A
- Dirigente destacado: Miguel Silva. Nominados: Matías Lammens y Norberto Speciale.
- Jugador destacado: Lucas Pratto. Nominados: Matías Kranevitter y Agustín Orion.
- Director técnico destacado: Ramón Ángel Díaz. Nominados: Guillermo Barros Schelotto y Edgardo Bauza.
- Árbitro destacado: Néstor Pitana. Nominados: Diego Abal y Pablo Lunati.
- Mejor atención al visitante: Boca Juniors. Nominados: River Plate y Vélez Sarsfield.

Primera B Nacional
- Dirigente destacado: Alejandro Nadur. Nominados: José Lemme y Eduardo Spinosa.
- Jugador destacado: Andrés Chávez. Nominados: Washington Camacho y Juan Martín Lucero.
- Director técnico destacado: Diego Cocca. Nominados: Matías Almeyda y Omar De Felippe.
- Árbitro destacado: Alejandro Castro. Nominados: Fernando Rapallini y Mauro Vigliano.
- Mejor atención al visitante: Defensa y Justicia. Nominados: Club Mutual Crucero del Norte y Club Atlético Banfield.

Primera B Metropolitana
- Dirigente destacado: Jorge Milano. Nominados: Francisco Marín y Claudio Tapia.
- Jugador destacado: Federico Crivelli. Nominados: Fernando Brandán y Christian Gómez.
- Director técnico destacado: Ricardo Rezza. Nominados: Pablo Guede y Sergio Rondina.
- Árbitro destacado: Yamil Possi. Nominados: Martín Gonaldi y Ignacio Lupani.
- Mejor atención al visitante: Club Atlético Estudiantes. Nominados: Los Andes y Club Atlético Villa San Carlos.

Primera C
- Dirigente destacado: Fabián Lovato. Nominados: Edgardo Guerrero y José Lara.
- Jugador destacado: Matías Castro. Nominados: Ricardo Segundo y Franco Pedro Romero.
- Director técnico destacado: Jorge Franzoni. Nominados: Mario Rizzi y Horacio Fabregat.
- Árbitro destacado: Sebastián Bresba. Nominados: Gastón Iglesias y Mauro Biasutto.
- Mejor atención al visitante: Club Atlético Talleres. Nominados: Sportivo Dock Sud y Club Atlético San Telmo.[21]

Primera D
- Dirigente destacado: Dante Majori. Nominados: Fernando Araujo y José Tirri.
- Jugador destacado: Jonathan Herrera. Nominados: Daniel Pastrana y Fernando Sánchez.
- Director técnico destacado: Roberto Romano. Nominados: Patricio Hernández y Osvaldo Ruggero.
- Árbitro destacado: Edgardo Kopanchuk. Nominados: Mariano Negrete y Maximiliano Ramírez.
- Mejor atención al visitante: Club S y D Yupanqui. Nominados: Cañuelas FC y Club Atlético Atlas.

Fútbol femenino
- Dirigente destacado: Mabel Salinas. Nominados: Eduardo Balbastro y Ricardo Pinela.
- Jugadora destacada: Micaela Cabrera. Nominadas: Agustina Barroso y Vanesa Santana.
- Director técnico destacado: Marcela Lesich. Nominados: Alejandro Castro y Patricia Luna.
- Árbitra destacada: Salomé Di Iorio. Nominadas: Laura Fortunato y María Eugenia Rocco.

Fútbol playa
- Dirigente destacado: Fernando Mancini. Nominados: Carlos Lanzaro y Bartolomé Abdala.
- Jugador destacado: Ezequiel Hilaire. Nominados: Marcelo Salgueiro y Luciano Franceschini.

Futsal masculino
- Dirigente destacado: Oscar Ríos. Nominados: Antonia Rosa y Eduardo Sabarese.
- Jugador destacado: Mauro Taffarel. Nominados: Santiago Basile y Andrés Santos.
- Director técnico destacado: Cristian Meloni. Nominados: Diego Giustozzi y Leandro Plana.

Futsal femenino
- Dirigente destacado: Cristina Rodríguez. Nominados: Mabel Salinas y Diego Soireijman.
- Jugadora destacada: Sol Domínguez. Nominadas: Clarisa Huber y Noelia Mosquera.
- Director técnico destacado: Nicolás Blas. Nominados: Mariana Blanco y Cristian Meloni.

## 2015

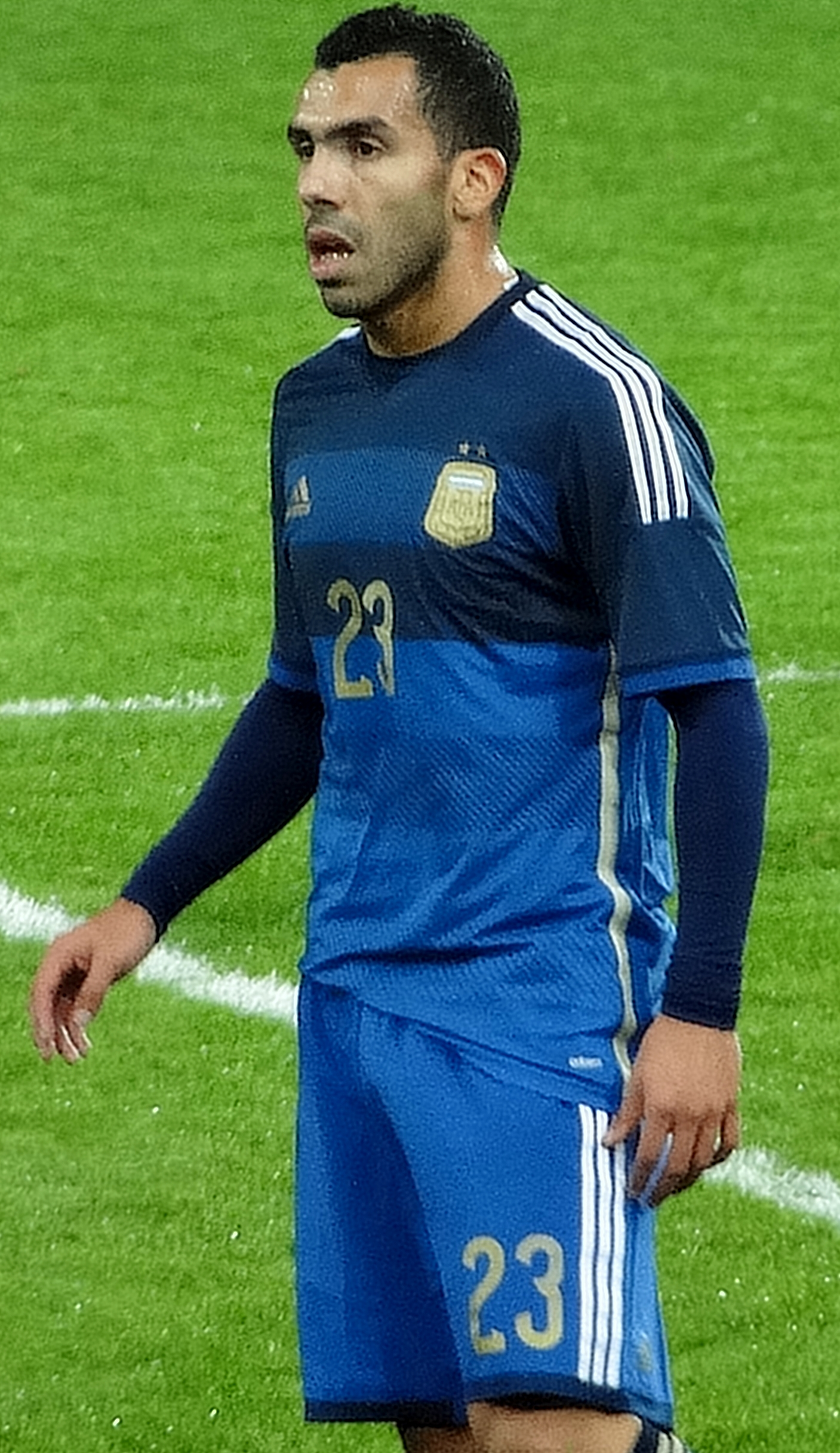
Carlos Tévez, ganador del Alumni de Oro 2015

El 25 de noviembre de 2015 se celebró la XIV entrega de los Premios Alumni. La ceremonia se realizó en las instalaciones del Palais de Glace y fue televisada en directo para todo el país por DeporTV.
Los ganadores fueron:
- Alumni de Oro: Carlos Tévez (Boca).

Primera División A
- Dirigente destacado: Víctor Blanco (Racing Club).
- Jugador destacado: Jonathan Calleri (Boca Juniors).
- Director técnico destacado: Marcelo Gallardo (River Plate).
- Árbitro destacado: Patricio Loustau.
- Institución destacada por la mejor atención al visitante: Club Atlético Vélez Sarsfield.
- Programa radial destacado: Jogo Bonito.
- Programa de TV destacado: Fútbol Para Todos.
- Medio gráfico destacado: Diario Olé.
- Sitio web destacado: Universo Fútbol.

Primera B Nacional
- Dirigente destacado: Daniel Pandolfi (Ferro Carril Oeste).
- Jugador destacado: Luis Salmerón (Ferro Carril Oeste).
- Director técnico destacado: Juan Manuel Azconzábal (Atlético Tucumán).
- Árbitro destacado: Nicolás Lamolina.
- Institución destacada por la mejor atención al visitante: Guaraní Antonio Franco.
- Programa radial destacado: Ascenso por 3.
- Programa de TV destacado: De otra categoría.
- Medio gráfico destacado: Diario Olé.
- Sitio web destacado: Mundo Ascenso.

Primera B Metropolitana
- Dirigente destacado: Claudio Tapia (Barracas Central).
- Jugador destacado: Jonathan Herrera (Deportivo Riestra).
- Director técnico destacado: Pablo Vico (Brown de Adrogué).
- Árbitro destacado: Julio Barraza.
- Institución destacada por la mejor atención al visitante: UAI Urquiza.

Primera C
- Dirigente destacado: Fabián Lovato (San Telmo).
- Jugador destacado: Claudio Galeano (San Telmo).
- Director técnico destacado: Jorge Franzoni (San Telmo).
- Árbitro destacado: Lucas Comesaña.
- Institución destacada por la mejor atención al visitante: Argentino de Quilmes.

Primera D
- Dirigente destacado: David Larrosa (Atlas).
- Jugador destacado: Maximiliano Torres (Atlas).
- Director técnico destacado: Néstor Retamar (Atlas).
- Árbitro destacado: Mariano Negrete.
- Institución destacada por la mejor atención al visitante: Club Atlético Atlas.

Periodismo en el ascenso
- Programa radial destacado: Sueños de Primera.
- Programa de TV destacado: De otra categoría.
- Medio gráfico destacado: Diario Crónica.
- Sitio web destacado: Solo Ascenso.

Consejo Federal de Fútbol
- Dirigente destacado de Jurisdicción Bonaerense:  Oscar Duran (Liga de Olavarría).
- Dirigente destacado de Jurisdicción Norte: Washington Cruz (Liga Jujeña).
- Dirigente destacado de Jurisdicción Centro: Pablo Toggivino (Liga Santiagueña).
- Dirigente destacado de Jurisdicción Litoral: Jorge Jofré (Liga Formoseña).
- Dirigente destacado de Jurisdicción Mesopotámica:  Julio Goyeneche (Liga de Paraná).
- Dirigente destacado de Jurisdicción Sur: Jacinto Cáceres (Liga de Río Gallegos).

Fútbol femenino
- Dirigente destacado: Sebastián Rodríguez (Boca Juniors). Nominados: María Laura Barbaresi y Eduardo Balbastro.
- Jugadora destacada: Yael Oviedo (Boca Juniors). Nominadas: Florencia Quiñones, Agustina Barroso y Mariana Larroquette.
- Director técnico destacado: Marcela Lesich (Boca Juniors). Nominados: Germán Portanova y la dupla Agustín Benchimol-Claudio García.
- Árbitra destacada: Laura Fortunato. Nominadas: Mariana de Almeida y María Eugenia Rocco.

Fútbol playa
- Jugador destacado: Marcelo Salgueiro.

Futsal masculino
- Dirigente destacado: Oscar Ríos (Boca Juniors). Nominados: Rubén Elías y Silvio Schiafino.
- Jugador destacado: Santiago Basile (Kimberley). Nominados: Alamiro Vaporaki y Mauro Taffarel.
- Director técnico destacado: Diego Giustozzi (Selección Argentina). Nominados: Christian Meloni y Hernán Basile.

Futsal femenino
- Dirigente destacado: Cristina Rodríguez (Racing Club). Nominados: Maximiliano Rigada y Mabel Salinas.
- Jugadora destacada: Eliana Medina (San Lorenzo). Nominadas: Delfina Fernández y Noelia Solange Bellavich
- Director técnico destacado: Nicolás Blas (Kimberley). Nominados: Claudio Martino y Franco Lastra.

Fútbol infantil y juvenil
- Dirigente destacado de fútbol infantil: Horacio Fredes (Colegiales).
- Dirigente destacado de fútbol juvenil: Rafael Gelfi (Rosario Central).

## 2016
En diciembre de 2016 se celebró la XV entrega de los Premios Alumni. La ceremonia se realizó en las instalaciones del Palais de Glace y fue transmitida por DeporTV.
Los ganadores fueron:
- Alumni de Oro: Selección de futsal de Argentina, campeona de la Copa Mundial de fútbol sala de la FIFA 2016.[31]

Primera División A
- Dirigentes destacados: Hugo Moyano, Matías Lammens, Daniel Angelici y Hernán Lewin.
- Jugadores destacados: Marcos Acuña y Cristian Pavón.
- Director técnico destacado: Nelson Vivas.[32]
- Árbitro destacado: Darío Herrera.
- Programa de TV destacado: Central Fox.
- Medio gráfico destacado: Diario Clarín.
- Programa radial destacado: ESPN Radio.
- Sitio web destacado: Universo Fútbol.
- Mejor atención al visitante: River Plate.

Primera B Nacional
- Dirigentes destacados: Daniel Ferreiro, Jorge Milano, Pedro Segura.
- Jugador destacado: Nazareno Solís (Talleres).
- Director técnico destacado: Gustavo Coleoni.
- Árbitro destacado: Ramiro López.
- Programa de TV destacado: TN Deportivo.
- Medio gráfico destacado: Diario Olé.
- Programa radial destacado: Ascenso x 3.
- Sitio Web destacado: Mundo Ascenso.
- Mejor atención al visitante: San Martín de Tucumán.

Primera B Metropolitana
- Dirigentes destacados: Claudio Tapia, Gabriel Héctor Fernández y Jorge Barrios.
- Jugador destacado: Gerardo Martínez (Morón).
- Director técnico destacado: Fernando Ruiz (Atlanta).
- Árbitro destacado: Julio Barraza.
- Mejor atención al visitante: Barracas Central.

Primera C
- Dirigentes destacados: José Melano, Sebastián Martinetti, Adrián Zaffaroni.
- Jugador destacado: Leonardo Ruiz (Excursionistas).
- Director técnico destacado: Guillermo Szezurak (Excursionistas).
- Árbitro destacado: Lucas Comesaña.
- Mejor atención al visitante: Argentino de Quilmes.

Primera D
- Dirigentes destacados: Dante Majori, Luis Orquera y David Larrosa.
- Jugador destacado: Julio Gauna (Central Bellester).
- Director técnico destacado: Horacio Montemurro (El Povenir).
- Árbitro destacado: Juan Pablo Battaglia.
- Mejor atención al visitante: Club Atlético Atlas.

Periodismo en el ascenso
- Programa TV destacado: Atlas, la otra pasión.
- Medio gráfico destacado: Crónica.
- Programa radial destacado: Sueños de Primera y algo más.
- Sitio web destacado: Solo Ascenso.

Consejo Federal de Fútbol
- Jurisdicción Mesopotámica: Juan Carlos Rosberg (Liga Obereña de Fútbol).
- Jurisdicción Centro: Néstor Beltrame (Liga Riotercense de Fútbol).
- Jurisdicción Norte: Darío Zamoratte (Liga Tucumana de Fútbol).
- Jurisdicción Cuyo: Nacif Farías (Liga Caucetera de Fútbol).
- Jurisdicción Litoral: Luis Franco (Liga Sanlorencina de Fútbol).
- Jurisdicción Sur: Javier Treuque (Liga de Fútbol del Valle del Chubut -Trelew).
- Jurisdicción Bonaerense: Fernando Bethouart (Liga Pehuajó).
- Periodismo federal: Ascenso del Interior.

Fútbol femenino - Primera A
- Dirigente destacada: María Laura Barbaresi (River Plate). Nominados: Sebastián Rodríguez y Eduardo Balbastro.
- Jugadora destacada: Yael Oviedo (UAI Urquiza). Nominadas: Florencia Quiñones y Mercedes Pereyra.
- Director técnico destacado: Carlos Borrello (UAI Urquiza). Nominados: Bettina Stagñares y Leandro Sequeira.
- Árbitro destacado: María Eugenia Rocco.

Fútbol femenino - Primera B
- Dirigente Destacado. Nominados: Roxana Barzola, Alejandra Palavecino y Alberto Zafraini.
- Jugadora Destacada. Nominadas: Aylén Medina, Adriana Chiclana y Delfina Martínez.
- Director Técnico Destacado. Nominados: Mauro Córdoba, Brian Bukschtein, Sebastián Crespo.

Fútbol playa
- Jugador destacado: Santiago Hilaire.

Futsal masculino
- Dirigente destacado: Jonathan Sanzi (Barracas Central).
- Jugador destacado: Constantino Vaporaki (Boca).
- Director técnico destacado: Diego Giustozzi (Selección Nacional).
- Árbitro destacado: Darío Santamaría.

Futsal femenino
- Dirigente destacado: Cristina Rodríguez (Racing). Nominados: Diego Sarlenga y Mabel Salinas.
- Jugadora destacada: Carmen Brusca (Racing). Nominadas: Ailyn Rodríguez y Lucrecia Morra.
- Director técnico destacado: Claudio Martino/Daniel Paletta (Racing) Nominados: Mauro Riente y Nicolás Blas.
- Árbitro destacado: Estefanía Pinto.

Fútbol infantil
- Dirigente destacado: Fabián Chiarello.
- Jugador revelación: Aldo Rimbeletti.

Fútbol juvenil
- Dirigente destacado: Horacio Demarchi (Vélez Sárfield)
- Jugadores revelación: Ezequiel Barco y Sebastián Driussi.

## 2017
El 4 de diciembre de 2017 se celebró la XVI entrega de los Premios Alumni. La ceremonia se realizó en las instalaciones del Palais de Glace y fue televisada en directo por DeporTV.
Los ganadores fueron:
- Alumni de Oro: Claudio Tapia, presidente de AFA.[37]

Primera División A
- Dirigente destacado: Daniel Angelici, Hugo Moyano y Nicolás Russo.[38]
- Jugador destacado: Lautaro Acosta (Lanús). Nominados: Darío Benedetto y Leonardo Ponzio
- Director técnico destacado: Guillermo Barros Schelotto (Boca Juniors). Nominados: Marcelo Gallardo y Jorge Almirón.[39]
- Árbitro destacado: Germán Delfino

Primera B Nacional
- Dirigente destacado: Daniel Ferreiro (Nueva Chicago)
- Jugador destacado: Christian Gómez (Nueva Chicago)
- Director técnico destacado: Gabriel Heinze (Argentinos Jr.)
- Árbitro destacado: Ramiro López

Primera B Metropolitana
- Jugador destacado: Juan Martín (Barracas Central)
- Director técnico destacado: Walter Otta (Deportivo Morón)
- Árbitro destacado: Pablo Giménez

Primera C
- Dirigente destacado: César Sosa (Argentino de Quilmes)
- Jugador destacado: Raúl Pérez (Sacachispas)
- Director técnico destacado: Norberto D’Angelo (Sacachispas)

Primera D
- Dirigente destacado: Dante Majori (Yupanqui)
- Jugador destacado: Maximiliano Lara (Ituzaingó)
- Director técnico destacado: Carlos Cordone (L.N. Alem)
- Árbitro destacado: Juan Pablo Battaglia

Federal A
- Dirigente destacado: Omar Sperdutti (Deportivo Maipú)
- Jugador destacado: Pablo Palacios Alvarenga (Gimnasia de Mendoza)
- Director técnico destacado: José María Bianco (Agropecuario)

Fútbol femenino - Primera A
- Dirigente destacado: Mabel Salinas (Huracán). Nominados: Alejandra Palavecino y Carlos Zinovich
- Jugadora destacada: Carolina Birizamberri (River Plate). Nominadas: Lorena Benítez y Camila Gómez Ares
- Director técnico destacado: Daniel Reyes (River Plate). Nominados: Sebastián Crespo y Christian Meloni
- Árbitra destacada: Salomé Di Iorio. Nominadas: Mariana De Almeida y Analía Fernández Caballero

Futsal masculino
- Dirigente destacado: Jonathan Sanzi (Barracas). Nominados: Matías Velázquez y Hernán Lomba
- Jugador destacado: Santiago Basile (Kimberley). Nominados: Constantino Vaporaki y Ángel Claudino
- Director técnico destacado: Diego Giustozzi (Selección Argentina). Nominados: Nicolás Gambino y Nicolás Noriega

Futsal femenino
- Dirigente destacado: Verónica Rivero (Kimberley). Nominados: Florencia Pereiro y Cristina Rodríguez
- Jugadora destacada: Carmen Brusca (Racing Club). Nominadas: Lorena Benítez y Sol Domínguez
- Director técnico destacado: Daniel Paletta y Claudio Martino (Racing Club). Nominados: Nicolás Gambiano y Nicolás Noriega

También hubo premios en sus respectivos rubros para fútbol playa, fútbol infantil, fútbol juvenil, Consejo Federal,  periodistas y medios deportivos. Se entregaron menciones especiales a equipos ascendidos de categoría y un reconocimiento especial para la Selección femenina de fútbol sala por el tercer puesto obtenido en el Sudamericano 2017.

## 2018
En noviembre de 2018 se anunciaron las nominaciones correspondientes a la XVII edición de los Premios Alumni. La ceremonia de entrega se realizó por primera vez en las instalaciones de AFA, el 28 de marzo de 2019, y el evento fue televisado por DeporTV. Durante el transcurso de la ceremonia se realizó un homenaja a Emiliano Sala, joven futbolista que había fallecido a principios de 2019.
Los ganadores fueron:
- Alumni de Oro: Claudio Tapia, presidente de AFA, distinguido con el premio por segunda vez consecutiva.

Superliga
- Dirigente destacado: Daniel Angelici (Boca Juniors)
- Jugador destacado: Cristian Pavón (Boca Juniors). Nominados: Santiago García y Lisandro López
- Director técnico destacado: Sebastián Beccacece (Defensa y Justicia). Nominados: Guillermo Barros Schelotto y Marcelo Gallardo.[49]
- Árbitro destacado: Néstor Pitana. Nominados: Darío Herrera y Patricio Loustau
- Programa en TV destacado: TNT Gol (TNT)
- Programa destacado en TV abierta: La Tardel del Mundial (TV Pública)
- Medio gráfico destacado: Clarín deportivo
- Programa radial destacado: La Oral Deportiva (Radio Rivadavia)
- Sitio web destacado: Doble Amarilla
- Mejor atención al visitante: Racing Club

Primera B Nacional
- Dirigente destacado: Guillermo Raed (Mitre de Santiago del Estero)
- Jugador destacado: Claudio Bieler (San Martín de Tucumán)
- Director técnico destacado: Rubén Forestello (San Martín de Tucumán)
- Árbitro destacado: Pablo Dóvalo
- Programa en TV destacado: Ascenso Directo
- Medio gráfico destacado: Diario Olé
- Programa radial destacado: Mundo Ascenso
- Sitio web destacado: Solo Ascenso
- Mejor atención al visitante: Club Atlético Los Andes

Primera B Metropolitana
- Dirigente destacado: Jorge Barrios (Estudiantes de Bs. As.)
- Jugador destacado: Daniel Vega (Platense)
- Director técnico destacado: Fernando Ruiz (Platense)
- Árbitro destacado: Leandro Rey Hilfer
- Mejor atención al visitante: Barracas Central

Primera C
- Dirigente destacado: José Luis Coutinho (Deportivo Merlo)
- Jugador destacado: Javier Velázquez (CADU)
- Director técnico destacado: Darío Lema (CADU)
- Árbitro destacado: Mariano Negrete
- Mejor atención al visitante: Argentino de Quilmes

Primera D
- Dirigente destacado: Dante Majori (Yupanqui)
- Jugador destacado: Matías Coseli (Victoriano Arenas)
- Director técnico destacado: Luis Ventura y Sergio Geldstein (Victoriano Arenas)
- Árbitro destacado: Juan Pablo Battaglia
- Mejor atención al visitante: Club Atlético Atlas

Federal A
- Dirigente destacado: Alicio Dagatti (Estudiantes de Río Cuarto)
- Jugador destacado: Maximiliano Comba (Estudiantes de Río Cuarto)
- Director técnico destacado: Darío Alaniz (Gimnasia de Mendoza)
- Árbitro destacado: Luis Lobo Medina
- Medio periodístico destacado: Ascenso Del Interior

Periodismo en el ascenso
- Programa en TV destacado: Marca de Ascenso
- Medio gráfico destacado: Diario Popular
- Programa radial destacado: Sueños de Primera
- Sitio web destacado: Mundo Ascenso

Consejo Federal
- Dirigente destacado Jurisdicción Bonaerense: Damaso Larraburu (Federación Sur Buenos Aires)
- Dirigente destacado Jurisdicción Mesopotámica: Rubén Garibotti (Liga de Gualeguay)
- Dirigente destacado Jurisdicción Cuyo: Marcelo Dimarchi (Liga de Tilisarao)
- Dirigente destacado Jurisdicción Sur: Paola Soto (Liga Valle del Chubut - Trelew)
- Dirigente destacado Jurisdicción Norte: Marcelo Blanco (Liga Regional Jujeña)
- Dirigente destacado Jurisdicción Centro: Emeterio Farias (Liga Cordobesa)
- Dirigente destacado Jurisdicción Litoral: Luperio Fernández (Liga Formoseña de Fútbol)

Fútbol femenino - Primera A
- Dirigente destacado: Mabel Salinas (Huracán). Nominados: Romina Sacher y María Laura Barbaresi
- Jugadora destacada: Florencia Bonsegundo (UAI Urquiza). Nominadas: Belén Potassa y Mariana Larroquette
- Director técnico destacado: Germán Portanova  (UAI Urquiza). Nominados: Daniel Reyes y Christian Meloni
- Árbitra destacada: María Laura Fortunato. Nominadas: Salomé Di Iorio y Mariana De Almeida

Fútbol femenino - Primera B
- Dirigente destacado: Laura Díaz (Comunicaciones). Nominados: Yesica Ovalle y Carlos Alberto Arranz
- Jugadora destacada: Zoraida Leguizamón (Real Pilar). Nominadas: Giselle García y Marilyn Esquivel
- Director técnico destacado: Antonio Spinelli (Racing). Nominados: Karina Medrano y Nicolás Guento

Fútbol playa
- Jugador destacado: Nicolás Santillán (Selección Argentina)
- Director técnico destacado: Hernán Magrini (Selección Argentina)

Futsal masculino
- Dirigente destacado: Matías Velázquez (Ferro), Hernán Lomba (Pinocho), Jonathan Sanzi (Barracas) y Ignacio Santos (Racing Club)
- Jugador destacado: Damián Stazzone (San Lorenzo)
- Director técnico destacado: Facundo Ruscica (San Lorenzo)
- Árbitro destacado: Diego Riccio

Futsal femenino
- Dirigente destacado: Mabel Salinas (Huracán) y Verónica Rivero (Kimberley). Nominado: Juan Fernández Castro
- Jugadora destacada: Lorena Benítez (Kimberley). Nominadas: Débora Molina y Silvina Navia
- Director técnico destacado: Nicolás Blas (Kimberley). Nominados: Nicolás Noriega y Claudio García
- Árbitro destacado: Estefanía Pinto. Nominadas: María Laura Fortunato y Roberta Echeverría

Fútbol infantil
- Dirigente destacado: Jorge Forneri (Gimnasia Esgrima de La Plata)

Fútbol juvenil A
- Dirigente destacado: Pablo Chiodini (San Lorenzo)
- Jugador revelación: Pedro de la Vega (Lanús), Leonardo Balerdi (Boca Juniors) y Exequiel Palacios (River Plate)

Futbol juvenil en el ascenso
- Dirigente destacado: Hugo Deorrego (Argentino de Merlo)
- Jugador revelación: Santiago Godoy (Berazategui)
- Medio periodístico destacado: Sábado Gol